# Lametz
Lametz település Franciaországban, Ardennes megyében. Lakosainak száma 76 fő (2022. január 1.). Lametz Marquigny, Montgon, Neuville-Day, La Sabotterie, Saint-Lambert-et-Mont-de-Jeux, Semuy, Suzanne és Bairon-et-ses-Environs községekkel határos.

## Népesség
A település népességének változása:
| Lakosok száma | 100  | 75   | 68   | 79   | 76   | 74   | 72   | 72   | 73   | 76   |
|               | 1968 | 1982 | 1990 | 2006 | 2013 | 2015 | 2017 | 2019 | 2020 | 2022 |